# Solenodon cubanus
Solenodon cubanus, vulgarmente referido como  almiqui de Cuba,  é uma pequeno   mamífero da família Solenodontidae. A espécie  é  endêmica da ilha de Cuba.